# (474059) 2016 HY16
(474059) 2016 HY16 es un asteroide perteneciente al cinturón de asteroides, descubierto el 8 de mayo de 2005 por el equipo del Mount Lemmon Survey desde el Observatorio del Monte Lemmon, Arizona, Estados Unidos.

## Designación y nombre
Designado provisionalmente como 2016 HY16.

## Características orbitales
2016 HY16 está situado a una distancia media del Sol de 3,141 ua, pudiendo alejarse hasta 3,506 ua y acercarse hasta 2,777 ua. Su excentricidad es 0,116 y la inclinación orbital 13,73 grados. Emplea 2033 días en completar una órbita alrededor del Sol.

## Características físicas
La magnitud absoluta de 2016 HY16 es 16,796.